# ダガナ県 (ブータン)
座標: 北緯27度0分 東経89度55分 / 北緯27.000度 東経89.917度

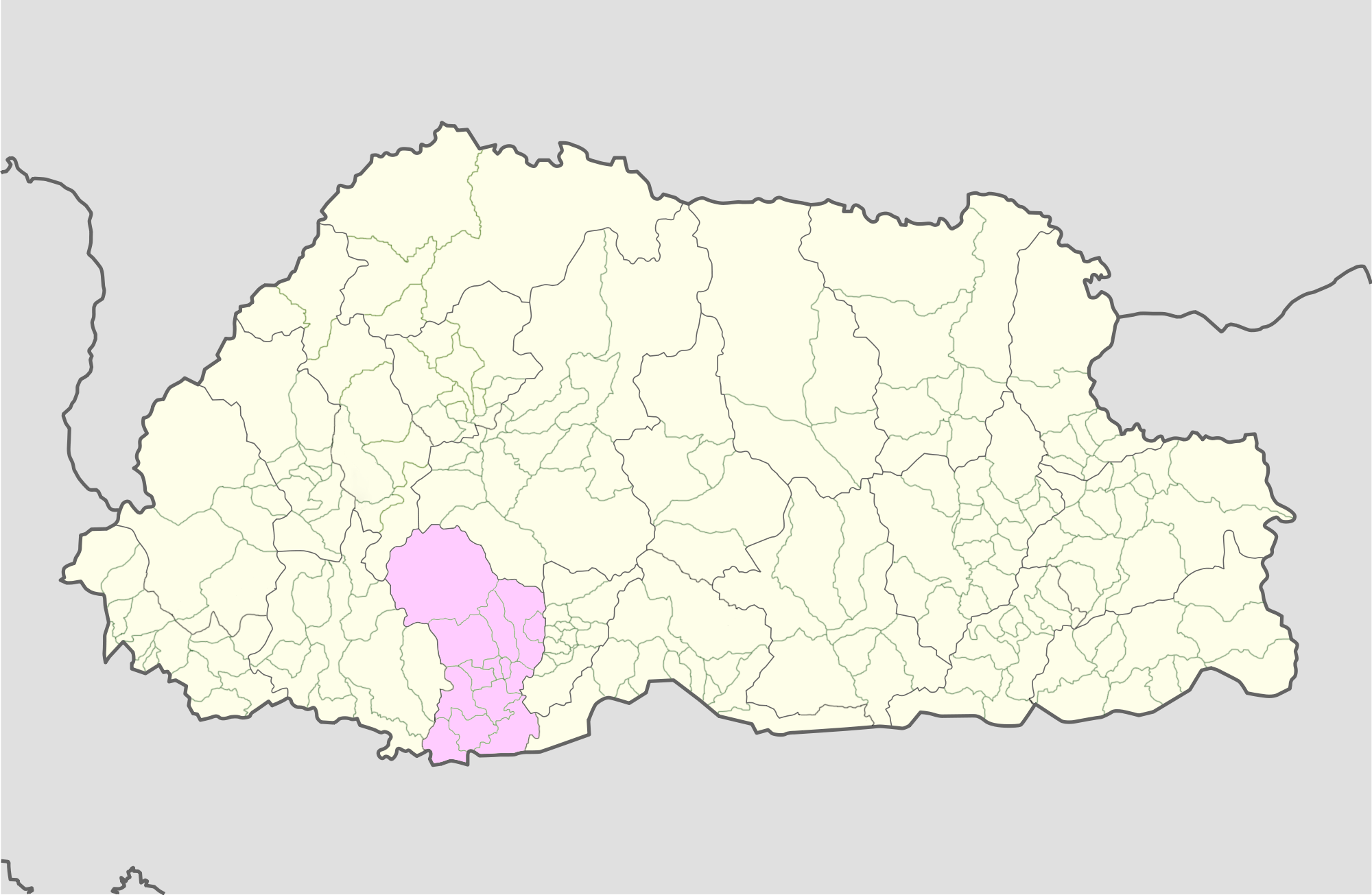
ダガナ県の位置

ダガナ県(ダガナけん、ゾンカ語:དར་དཀར་ན་རྫོང་ཁག/ワイリー方式:Dar-dkar-na rdzong-khag)は、ブータンの県。

2013年の人口は約2.7万人。

県都はダガ。

伝説では、法を持たなかった17世紀のダガナ人を、ジャブドゥルング・リンポチェが兵を送り平定した。

## 言語
ダガナ県の住民の殆どは国語のゾンカ語を話すが、南西部のサルパン県の近くでは、ネパール語も話される。

## 行政区画
ダガナ県は14の村に分かれる。
- ドロナ村（英語版）
- ドゥルジェガング村（英語版）
- ゲサルリング村（英語版）
- ゴシ村（英語版）
- カルマリング村（英語版）
- カナ村（英語版）
- ケビサ村（英語版）
- ラジャブ村（英語版）
- ラモイ・ジングハ村（英語版）
- ニチュラ村（英語版）
- タシディング村（英語版）
- ツァングハ村（英語版）
- ツェンダガング村（英語版）
- ツェザ村（英語版）

## 環境
ブータンの殆どの県と同様に、ダガナ県には自然保護区が有る。

南東部のインド国境地帯はピブソー鳥獣保護区の西半分を形成し、カルマリング村やラモイ・ジングハ村、ニチュラ村の一部を含む。

ピブソーには人間は住んでいない。

ネパール語話者の地域が1つ有るが、そこからダガ城に行くには長く複雑な道を通る事になる

## 歴史
2007年4月26日、サルパン県最西部を形成していたラモイ・ジングハ村とニチュラ村がダガナ県に編入され最南部となった。